# Crystal Langhorne

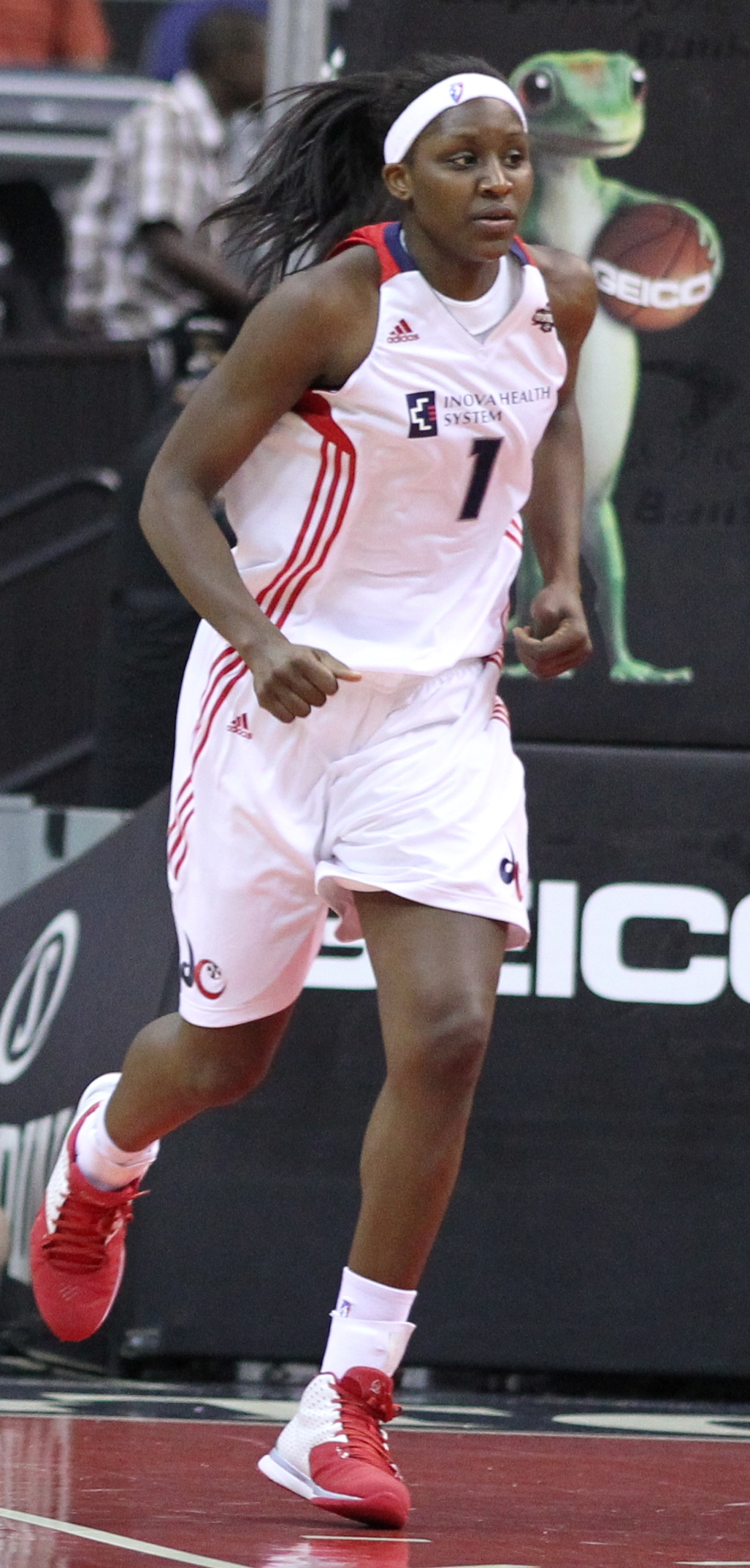
Langhorne w barwach Washington Mystics.

Crystal Allison Langhorne (ur. 27 października 1986 w Nowym Jorku) – amerykańska koszykarka występująca na pozycji skrzydłowej.
27 lutego 2019 przedłużyła umowę z Seattle Storm. 27 sierpnia zawarła kontrakt z australijskim Adelaide Link Lightning.
9 lutego 2021 ogłosiła zakończenie kariery w WNBA.

## Osiągnięcia
Na podstawie, o ile nie zaznaczono inaczej.

### NCAA
- Mistrzyni NCAA (2006)
- Uczestniczka rozgrywek:
  - Elite Eight turnieju NCAA (2006, 2008)
  - II rundy turnieju NCAA (2005–2008)
- Zawodniczka Roku Konferencji Atlantic Coast (ACC – 2008)
- Most Outstanding Player (MOP=MVP) turnieju NCAA, regionu Albuquerque (2006)
- MVP turnieju:
  - BTI Classic (2006)
  - Terrapin Classic (2005, 2007)
- Debiutantka Roku ACC (2005)
- Laureatka:
  - ACC James-Weaver-Corrigan Honorary Award (2008)
  - tytułu ACC Scholar Athlete (2008)
- Zaliczona do:
  - I składu:
    - All-American (2007, 2008 Associated Press, USBWA, WBCA)
    - ACC (2006–2008)
    - turnieju:
      - ACC (2005, 2006)
      - Paradise Jam (2005)
      - Terrapin Classic (2005–2007)
      - Junkanoo Jam (2006)

    - debiutantek ACC (2005)

  - składu ACC All-Academic (2006–2008)
  - II składu:
    - All-American (2006 przez AP, USBWA)
    - ACC (2005)
    - turnieju ACC (2007, 2008)

  - składu WBCA Honorable Mention All-American (2006)
  - ACC Honor Roll (2005–2007)
- Liderka NCAA w skuteczności rzutów z gry (2006–2008)

### WNBA
- Mistrzyni WNBA (2018, 2020[6])
- Zawodniczka, która poczyniła największy postęp (2009)
- Zaliczona do II składu WNBA (2010)
- Uczestniczka meczu gwiazd WNBA (2010–2011, 2013)

### Drużynowe
- Mistrzyni:
  - EuroCup (2013)
  - Ligi Bałtyckiej (2009)
  - Słowacji (2011, 2015, 2016)
  - Litwy (2009)[7]
- Zdobywczyni Pucharu Słowacji (2015, 2016)[8]

### Indywidualne
- MVP:
  - Ligi Bałtyckiej (2009)
  - finałów ligi słowackiej (2015)[8]
- Uczestniczka meczu gwiazd Euroligi (2009)
- Najlepsza (według eurobasket.com):
  - zagraniczna zawodniczka ligi litewskiej (2009)[7]
  - skrzydłowa ligi litewskiej (2009)[7]
- Zaliczona do (przez eurobasket.com): 
  - I składu:
    - ligi:
      - rosyjskiej (2012)[9]
      - litewskiej (2009)[7]

    - zawodniczek zagranicznych rosyjskiej ligi PBL (2012)[9]

  - II składu ligi hiszpańskiej LFB (2010)[10]
  - składu Honorable Mention:
    - PBL (2013)[11]
    - ligi słowackiej (2015)[8]
- Liderka:
  - strzelczyń ligi rosyjskiej (2012)[9]
  - Euroligi w zbiórkach (2016)
  - ligi rosyjskiej w zbiórkach (2012)[9]

### Reprezentacja
- Mistrzyni:
  - świata U–19 (2005)
  - świata U–21 (2007)
  - turnieju International Sports Invitational  (2005)
- MVP mistrzostw świata U–19 (2005)
- Koszykarka Roku USA Basketball (2005)
- Zaliczona do I składu mistrzostw świata U–19 (2005)